# Sparkasse Wanne-Eickel

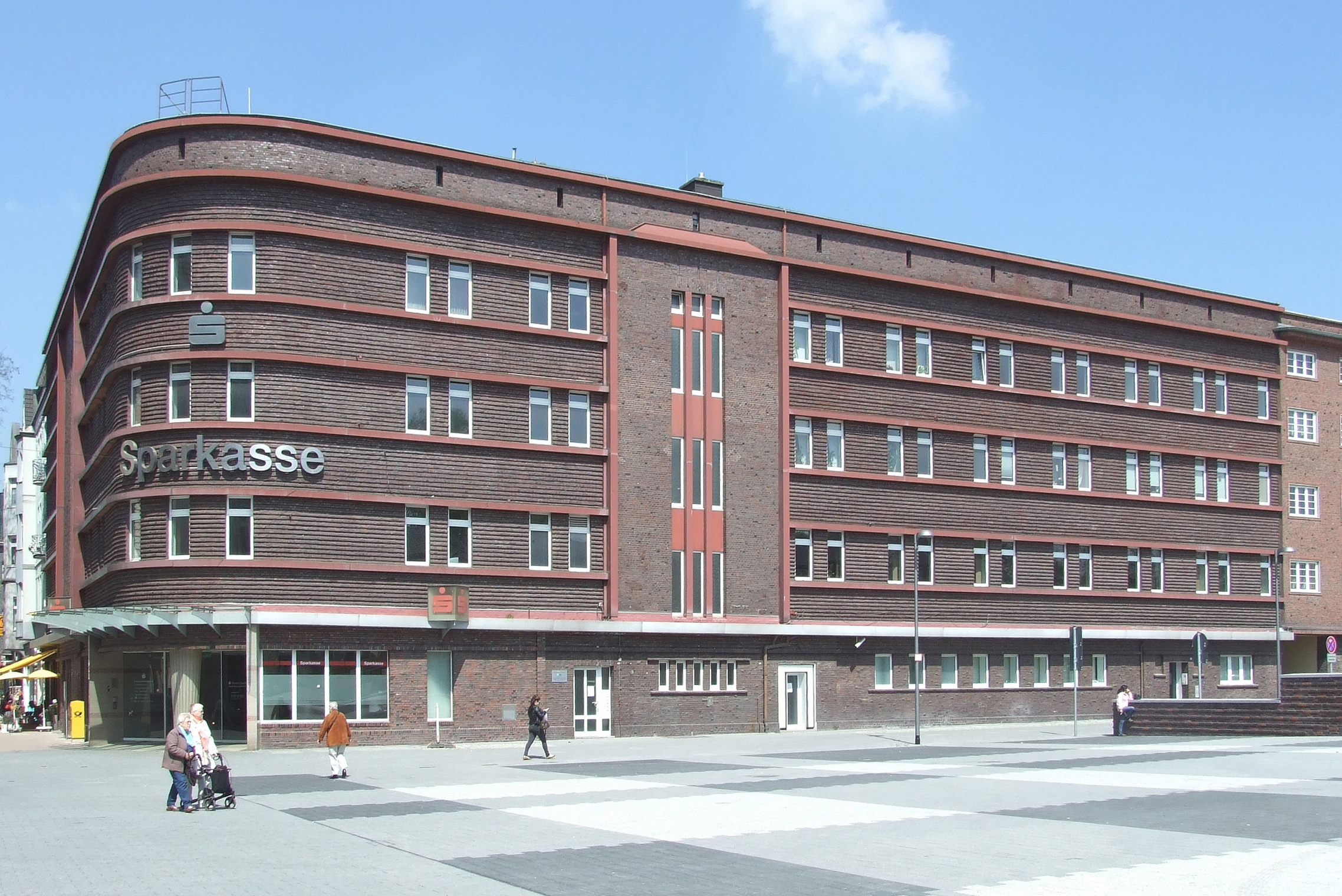
Südansicht (2013)

Das Gebäude der Sparkasse Wanne-Eickel in Wanne ist ein unter Denkmalschutz stehendes Baudenkmal. Das Wohn- und Geschäftshaus an der „Hauptstraße 224“ Ecke Amtmann-Winter-Straße 1–3 entstand in den Jahren 1926 bis 1928 nach einem Entwurf des Wanne-Eickeler Architekturbüros Georg E. Gobrecht & Ferdinand Revermann. Die Sparkasse Wanne-Eickel wurde nach der Kommunalreform Teil der Herner Sparkasse. Innerhalb dieser firmiert dieses Objekt als Niederlassung Wanne.

## Geschichte
Das viergeschossige, in seiner Architektur vom Bauhaus inspirierte Bauwerk, gilt als der bedeutendste Geschäftshausneubau in der heutigen Stadt Herne der 1920er Jahre. Als Bauherr trat die Stadt Wanne-Eickel auf, der die Sparkasse angehörte. Im Wesentlichen ist der Bau äußerlich original erhalten. Allerdings weist insbesondere das Erdgeschoss Veränderungen im Bereich der ursprünglichen Schaufenster, die teilweise heute verschlossen sind und des Eingangsbereiches zur Sparkasse auf. Im Anschluss an den Sparkassenneubau wurde von 1927 bis 1929 und nach einer Projektierung aus demselben Architekturbüro für den „Gemeinnützigen Bauverein Essen“ die Mehrfamilienhauswohnanlage Roter Block ausgeführt.
Die Eintragung des Gebäudes der Sparkasse Wanne-Eickel in die Denkmalliste der Stadt Herne erfolgte am 9. Januar 1991 (Denkmal Nr. A 155).

## Architektur
Der zweiflüglige Klinkerbau von fünf Achsen zur Hauptstraße und neun Achsen an der Amtmann-Winter-Straße ist zur Straßenecke abgerundet. Die vier Geschosse werden jeweils durch Gesimse und Bänder auf ganzer Länge hervorgehoben. Von der Ecke aus betrachtet, erhalten die Flügel durch die beiden symmetrisch angeordneten Treppenhäuser eine besondere Akzentuierung.